# Bezirk Lisko
Bezirk Lisko – dawny powiat (Bezirk) kraju koronnego Królestwo Galicji i Lodomerii, funkcjonujący w latach 1854–1867. Siedzibą starostwa było miasto Lisko (nazwę Lesko ustanowiono dopiero w 1931 roku).

## Historia
Bezirk Lisko utworzono w ramach reformy uwłaszczeniowej z okresu Wiosny Ludów (1848–1849), która likwidowała jurysdykcję właściciela ziemskiego nad poddanymi. W Galicji, dominium – jako podstawowa jednostka administracyjna i filar systemu feudalnego straciło rację bytu. Konieczne stało się zatem wprowadzenie nowego systemu administracyjnego, którego zręby powstały w latach 1851–1855. Nowy trójstopniowy podział administracyjny objął 21 cyrkułów (niem. Kreise), 179 małych powiatów (niem. Bezirke) i ponad 6000 gmin (niem. Gemeinde). 
Bezirk Lisko objął obszar o wielkości 6,8 mil², zamieszkany był przez 21.248 ludzi i podzielony na 48 gmin katastralnych, w tym jedno miasto (Lisko). Wszedł w skład cyrkułu sanockiego, jako jeden z jego jedenastu powiatów. Na południowym zachodzie powiat graniczył z Zalitawią.
Po nadaniu Galicji autonomii oraz powołaniu samorządu gminnego i powiatowego w 1865 zlikwidowano cyrkuły (Kreise). Dotychczasowe małe powiaty (Bezirke) w liczbie 179, utrzymały się do 1867 roku, kiedy to w następstwie kolejnej reformy administracyjnej (23 stycznia 1867) zostały zastąpione przez 74 większych powiatów. Obszar zniesionego Bezirk Lisko wszedł wtedy w skład nowych powiatów sanockiego i liskiego (vide podzał w tabeli poniżej). 19 czerwca 1867 dziesięść gmin wyłączono z powiatu sanockiego i włączono do powiatu liskiego.

## Podział administracyjny (1854)
| Lp. | Gmina jednostkowa          | Powierzchnia | Ludność | Powiat w 1867 po zniesieniu |
| --- | -------------------------- | ------------ | ------- | --------------------------- |
| 1   | Uherce z Kostrzyniem       | 1644         | 687     | liski                       |
| 2   | Rudenka                    | 971          | 336     | liski                       |
| 3   | Bezmichowa Górna           | 1074         | 354     | liski                       |
| 4   | Olszanica                  | 2337         | 839     | liski                       |
| 5   | Orelec                     | 1017         | 354     | liski                       |
| 6   | Myczkowce                  | 1528         | 443     | liski                       |
| 7   | Zwierzyń                   | 623          | 167     | liski                       |
| 8   | Glinne                     | 634          | 141     | liski                       |
| 9   | Bezmichowa Dolna           | 953          | 274     | liski                       |
| 10  | Bóbrka                     | 1247         | 551     | liski                       |
| 11  | Jankowce                   | 672          | 296     | liski                       |
| 12  | Zagórz                     | 1190         | 610     | sanocki                     |
| 13  | Wielopole                  | 866          | 314     | sanocki                     |
| 14  | Dolina                     | 405          | 182     | sanocki                     |
| 15  | Bykowce                    | 731          | 261     | sanocki                     |
| 16  | Lisko (M)                  | 1307         | 2102    | liski                       |
| 17  | Posada Liska               | 337          | 96      | liski                       |
| 18  | Postołów                   | 2917         | 266     | liski                       |
| 19  | Wola Postołowa             | 2917         | 258     | liski                       |
| 20  | Weremień z Łąkami          | 1219         | 305     | liski                       |
| 21  | Huzele                     | 355          | 213     | liski                       |
| 22  | Łukawica                   | 268          | 180     | liski                       |
| 23  | Manasterzec z Podsobieniem | 1735         | 734     | liski                       |
| 24  | Kalnica                    | 1691         | 435     | sanocki                     |
| 25  | Kamionki                   | 837          | 185     | sanocki                     |
| 26  | Sukowate                   | 1394         | 314     | sanocki                     |
| 27  | Serednie Wielkie           | 2445         | 700     | sanocki                     |
| 28  | Choceń                     | 455          | 195     | sanocki                     |
| 29  | Załuż z Dolinkami          | 1427         | 400     | sanocki                     |
| 30  | Wujskie                    | 1068         | 751     | sanocki                     |
| 31  | Zasławie                   | 627          | 230     | sanocki                     |
| 32  | Poraż                      | 1468         | 677     | sanocki                     |
| 33  | Tarnawa Górna              | 1789         | 410     | sanocki                     |
| 34  | Tarnawa Dolna              | 1789         | 321     | sanocki                     |
| 35  | Olchowa                    | 526          | 240     | sanocki                     |
| 36  | Łukowe                     | 2367         | 702     | sanocki                     |
| 37  | Szczawne                   | 1733         | 579     | sanocki                     |
| 38  | Rzepedź                    | 1828         | 732     | sanocki                     |
| 39  | Turzańsk                   | 1825         | 636     | sanocki                     |
| 40  | Jawornik                   | 2006         | 371     | sanocki                     |
| 41  | Czystohorb                 | 2005         | 535     | sanocki                     |
| 42  | Duszatyn                   | 2463         | 176     | sanocki                     |
| 43  | Prełuki                    | 902          | 282     | sanocki                     |
| 44  | Mików                      | 1955         | 213     | sanocki                     |
| 45  | Komańcza                   | 2367         | 551     | sanocki                     |
| 46  | Dołżyca                    | 1537         | 328     | sanocki                     |
| 47  | Radoszyce                  | 4303         | 734     | sanocki                     |
| 48  | Osławica                   | 2240         | 598     | sanocki                     |

Objaśnienie:
(M) = miasto; (m) = miasteczko